# Kasper Davidsen
Kasper Stie Davidsen (Aalborg, 25 gennaio 2005) è un calciatore danese, centrocampista dell'Aalborg.

## Carriera

### Club
Cresciuto nel settore giovanile dell'Aalborg, ha debuttato il 15 agosto 2023 nell'incontro di 1. Division vinto 8-0 contro l'Egen UI ed il 9 novembre ha firmato un contratto fino al 2026. Al termine della stagione, conclusa con la promozione in Superligaen, è stato definitivamente promosso in prima squadra, con la quale nella stagione 2024-2025 ha giocato stabilmente nella nuova categoria.

### Nazionale
Ha giocato con le nazionali giovanili danesi Under-16 ed Under-20.

## Statistiche

### Presenze e reti nei club
Statistiche aggiornate al 14 maggio 2025.
| Stagione        | Squadra         | Campionato      | Campionato | Campionato | Coppe nazionali | Coppe nazionali | Coppe nazionali | Coppe continentali | Coppe continentali | Coppe continentali | Altre coppe | Altre coppe | Altre coppe | Totale | Totale |
| Stagione        | Squadra         | Comp            | Pres       | Reti       | Comp            | Pres            | Reti            | Comp               | Pres               | Reti               | Comp        | Pres        | Reti        | Pres   | Reti   |
| --------------- | --------------- | --------------- | ---------- | ---------- | --------------- | --------------- | --------------- | ------------------ | ------------------ | ------------------ | ----------- | ----------- | ----------- | ------ | ------ |
| 2023-2024       | Aalborg         | 1D              | 3          | 0          | CD              | 1               | 0               | -                  | -                  | -                  | -           | -           | -           | 4      | 0      |
| 2024-2025       | Aalborg         | SL              | 25         | 0          | CD              | 3               | 0               | -                  | -                  | -                  | -           | -           | -           | 28     | 0      |
| Totale carriera | Totale carriera | Totale carriera | 28         | 0          |                 | 4               | 0               |                    | -                  | -                  |             | -           | -           | 32     | 0      |